# Stadtwerke Trier

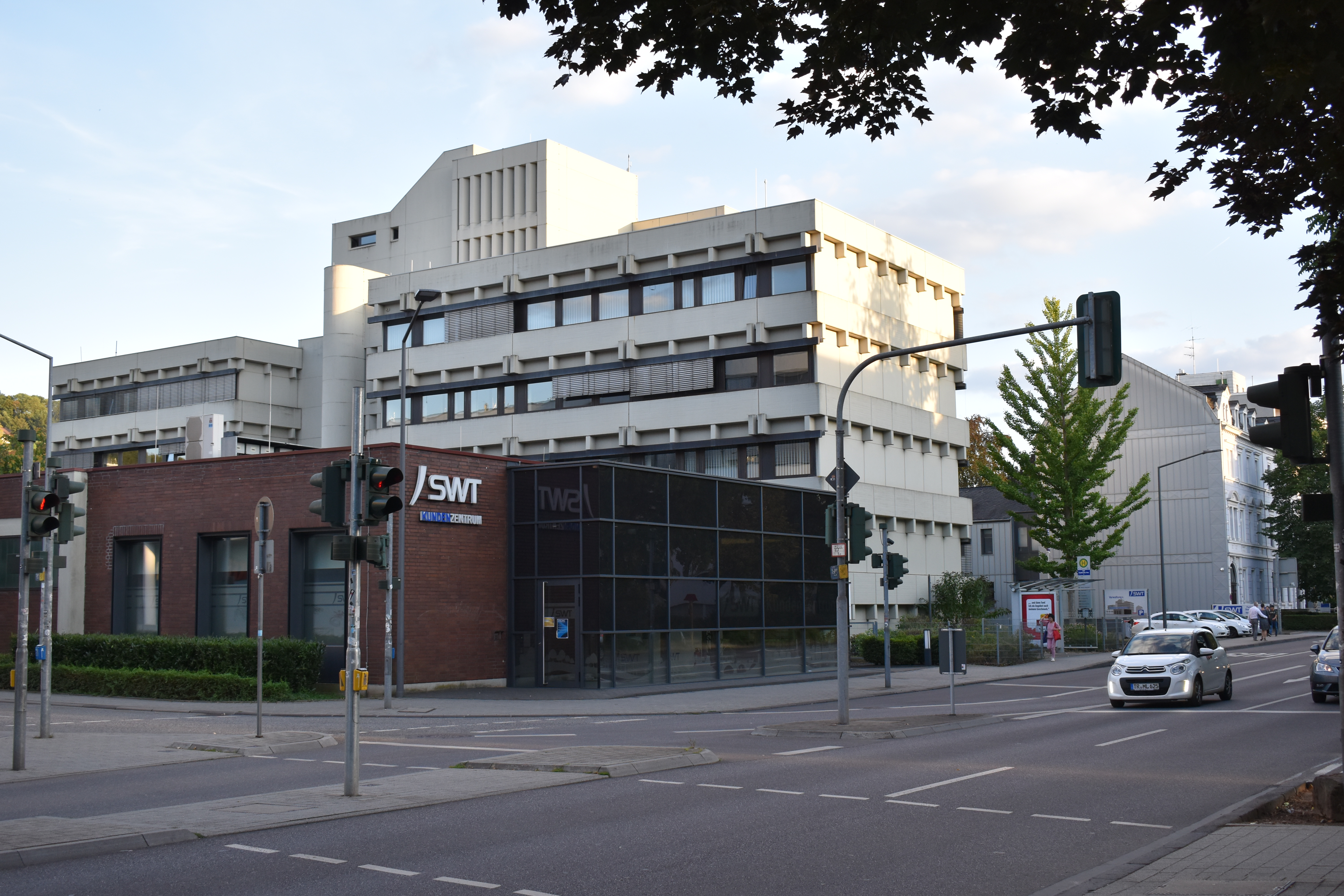
Sitz der Stadtwerke Trier in der Ostallee

Die Stadtwerke Trier (SWT) versorgen die rheinland-pfälzische kreisfreie Stadt Trier an der Mosel in allen Bereichen der kommunalen Daseinsvorsorge und sind in der Region als Gas- und Wasserversorger tätig. Deutschlandweit vertreiben sie die Energieprodukte „Römerstrom“ und „Römergas“. Nach der Liberalisierung der Energieversorgung sind die Energiewende und die Digitalisierung neue Arbeitsfelder des Unternehmens.
In der Dachgesellschaft SWT – Anstalt des öffentlichen Rechts (SWT-AöR) sind die hoheitlichen Geschäftsfelder wie Abwasserreinigung (seit 2005) und öffentliche Beleuchtung (seit 2016) angesiedelt. Die anderen Geschäftsfelder werden in Tochtergesellschaften der SWT Stadtwerke Trier GmbH bearbeitet: SWT Stadtwerke Trier Versorgungs-GmbH (Netz und Vertrieb von Energie), SWT Stadtwerke Trier Verkehrs-GmbH (ÖPNV), SWT Bäder GmbH (Bad- und Saunabetrieb), SWT Parken GmbH (Parkplätze und -garagen), SWT Trilan GmbH (Telekommunikation) und SWT Wasser GmbH (Wasser). Darüber hinaus haben die Stadtwerke Trier in unterschiedlichen Gesellschaften zahlreiche Beteiligungen, insbesondere im Bereich der erneuerbaren Energien.

## Geschichte

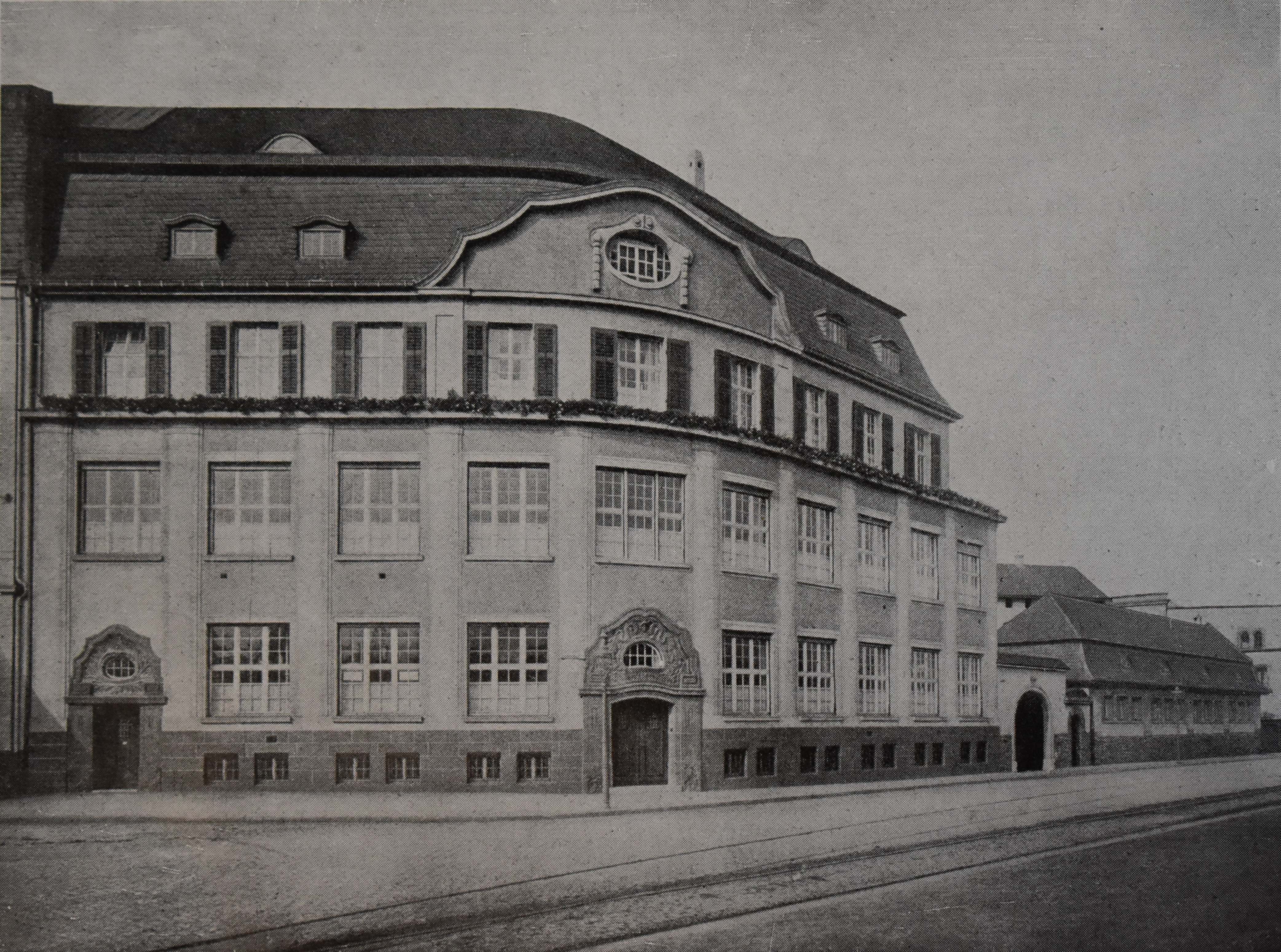
Verwaltungsgebäude der Gas- und Wasserwerke in Trier, Foto zwischen 1909 und 1926 entstanden.

In der zweiten Hälfte des 19. Jahrhunderts begann in Trier der Aufbau eines Kanalisationsnetzes, das im Jahre 1901 an eine erste, einfache Absetzkläranlage bei St. Marien angeschlossen wurde. Diese wurde 1906 mit einer Stabrechenanlage erweitert, die schon 1911 durch eine Siebanlage ersetzt wurde. Im selben Jahr wurde auch eine Siebanlage in Pallien in Betrieb genommen. Im heute ebenfalls von den Stadtwerken verantworteten öffentlichen Nahverkehr Triers liegen die Anfänge im Jahr 1890 mit der Inbetriebnahme einer Pferdebahn, 1905 fuhr die erste elektrische Straßenbahn.
1958 wurde die Riveristalsperre mit Wasser gefüllt, die bis in die Gegenwart der Trinkwasserversorgung von Trier dient. 1959 wurde das spätere Hauptklärwerk als mechanisches Klärwerk zusammen mit dem Moseldüker eingeweiht und 1983 um eine biologische Klärstufe erweitert. 1984 wurde ein weiteres biologisches Klärwerk in Trier-Ehrang an das Netz angeschlossen. 1992 konnten beide Klärwerke um die Phosphorelimination als dritte Klärstufe erweitert werden, seit 1997/1998 werden auch die Stickstoffanteile aus dem Schmutzwasser entfernt.
Im Jahr 1996 wurde am Trierer Moselufer auf Höhe der Gilbertstraße in etwa sieben Meter Tiefe der SWT-Energietunnel fertiggestellt. Er hat eine Länge von etwa 280 Metern, läuft unter der Mosel hindurch in Richtung Luxemburger Straße und beherbergt Strom-, Gas-, Wasser- und Telefonleitungen.
2005 wurden die Stadtwerke Trier in eine Anstalt des öffentlichen Rechts umgewandelt. In der folgenden Zeit wurden Umstrukturierungen wie die Gründung einer Dachgesellschaft sowie mehrere Umbenennungen vorgenommen. In letzterem Fall erhielten Tochtergesellschaften wie beispielsweise Trilan das Kürzel SWT im Firmennamen, um einen Zusammenhang mit den Stadtwerken Trier nach außen zu erzielen.
Seit 2007 arbeiten die Stadtwerke Trier am Ausbau der Eigenversorgung mit Wind, Solar, Wasserkraft und Bioenergie über Blockheizkraftwerke. Im Jahr 2023 entsprach die selbst erzeugte Energie rund 70 Prozent des Kundenbedarfs, eine Steigerung auf 100 % bis zum Jahr 2026 ist vorgesehen.

## Geschäftsfelder
In der Stadt selbst sowie in der dazugehörigen Region sind die SWT als Strom-, Gas- und Trinkwasserversorger sowie als Abwasserentsorgungsunternehmen und Fernwärmelieferant tätig. Im Verkehrsbereich betreiben sie den ÖPNV, acht Parkhäuser, sowie Ladesäulen für Elektroautos. Die Stadtwerke sind Kooperationspartner des Carsharing-Angebots Stadtmobil Trier, das seit 2014 besteht. Seit einigen Jahren betreiben die Stadtwerke Trier die sogenannte Portazon-App, über die verschiedene Dienstleistungen und Informationen abgerufen werden können.
Die Stadtwerke verantworten die öffentliche Straßenbeleuchtung sowie den Betrieb eines Rechenzentrums. Eine Tochtergesellschaft der Stadtwerke betreibt die Schwimmbäder in Trier. Seit 2006 besteht eine von den Stadtwerken Trier betriebene Erdgas-Tankstelle beim Autohof Görgen in der Zurmaiener Straße in Trier. Eine zweite Erdgas-Tankstelle der Stadtwerke bei der Aral-Tankstelle in Wittlich wurde aufgrund rückläufiger Nachfrage im Jahr 2022 nach 18 Jahren geschlossen.
Die Stadtwerke sind ebenfalls an diversen Solar-, Wind- und Wasserkraftwerken in der Region beteiligt. Insbesondere in der Umgebung Triers bauen die Stadtwerke Trier die Bereiche Photovoltaik und Windkraft im Verbund mit Kommunen, Kunden und Industrieunternehmen seit mehreren Jahrzehnten aus.

## Unternehmensstruktur
Als Dachgesellschaft für die verschiedenen Gesellschaften, die Stadtwerke Trier sowie ihre weiteren Gesellschaften fungiert die SWT – Anstalt des öffentlichen Rechts, die im Jahr 2022 rund 381 Millionen Euro Umsatz machte und im Schnitt mehr als 900 Mitarbeiter beschäftigte.

### SWT Stadtwerke Trier Versorgungs-GmbH
Die SWT Stadtwerke Trier Versorgungs-GmbH betreibt das leitungsgebundende Versorgungsnetz in Trier für Gas, Strom und Fernwärme. Da die Stromerzeugung aus erneuerbaren Energien starken Schwankungen unterliegt, planten die SWT seit 2012 östlich von Trier in der Verbandsgemeinde Schweich ein Pumpspeicherkraftwerk mit rund 300 MW Leistung. Das Projekt ruht seit 2017 aufgrund eines fehlenden Investors sowie schwierigen gesetzlichen und wirtschaftlichen Rahmenbedingungen.
Neben der SWT Stadtwerke Trier GmbH sind auch die Enovos Deutschland AG aus Saarbrücken mit 24,9 % (Stand 2023) und zu E.ON gehörende Westenergie mit 18,7 % (Stand 2023) an der Versorgungs-GmbH beteiligt.

### SWT Parken GmbH
Die SWT Parken GmbH als hundertprozentiges Tochterunternehmen der SWT Stadtwerke Trier GmbH betreibt in Trier die Parkhäuser Basilika, City, Europahalle, Hauptmarkt, Konstantin, Ostallee, Viehmarkt und Plaza Carrée mit insgesamt rund 3400 Parkplätzen. Im City-Parkhaus wurde 2011 die erste öffentliche Ladesäule für Elektroautos in Trier eröffnet, im Jahr 2023 betrieben die Stadtwerke insgesamt 64 Ladesäulen.
Geplant ist, ab Ende 2024 das alte dynamische Parkleitsystem durch ein neues Verkehrsleit- und Stadtinformationssystem zu ersetzen, das mithilfe von Künstlicher Intelligenz funktioniert. Es soll wesentlich aktueller die Anzahl der unbelegten Parkplätze melden, zudem Daten über Verkehrsaufkommen, Reisezeiten, Auslastung der Parkplätze oder die Luftbelastung messen.

### SWT Trilan GmbH
Die SWT Trilan GmbH ist als Tochterunternehmen der Stadtwerke Trier für Telekommunikation zuständig. Sie betreibt ein Stand 2022 über 100 km langes städtisches Glasfasernetz, das städtische WLAN, ein sogenanntes IOT-Funknetz und übernehmen die Versorgung des klimaneutralen Rechenzentrums. An der SWT Trilan ist auch das saarländische Unternehmen VSE NET GmbH mit 26 % beteiligt.

### SWT Bäder GmbH
Die SWT Bäder GmbH ist seit 2021 als Tochtergesellschaft der Stadtwerke für die Betriebsführung aller öffentlichen Trierer Schwimmbäder verantwortlich. Sie betreibt Das Bad an den Kaiserthermen (früher Stadtbad Trier), den dort angeschlossenen Saunagarten an den Kaiserthermen sowie das Nord- und Südbad.

### SWT Wasser GmbH
Zum 1. Januar 2024 wurde die SWT Wasser GmbH als neue Gesellschaft für die Trinkwasserversorgung gegründet. Ein Grund für die Gründung der SWT Wasser war laut Oberbürgermeister, dass Entscheidungen um Trinkwasser wieder komplett in kommunale Hände gelegt werden sollen. Zuvor war das Trinkwasser von der SWT Stadtwerke Trier Versorgungs-GmbH verantwortet worden, an der mit Enovos und Westenergie auch zwei Konzerne beteiligt sind.

### SWT Stadtwerke Trier Verkehrs-GmbH

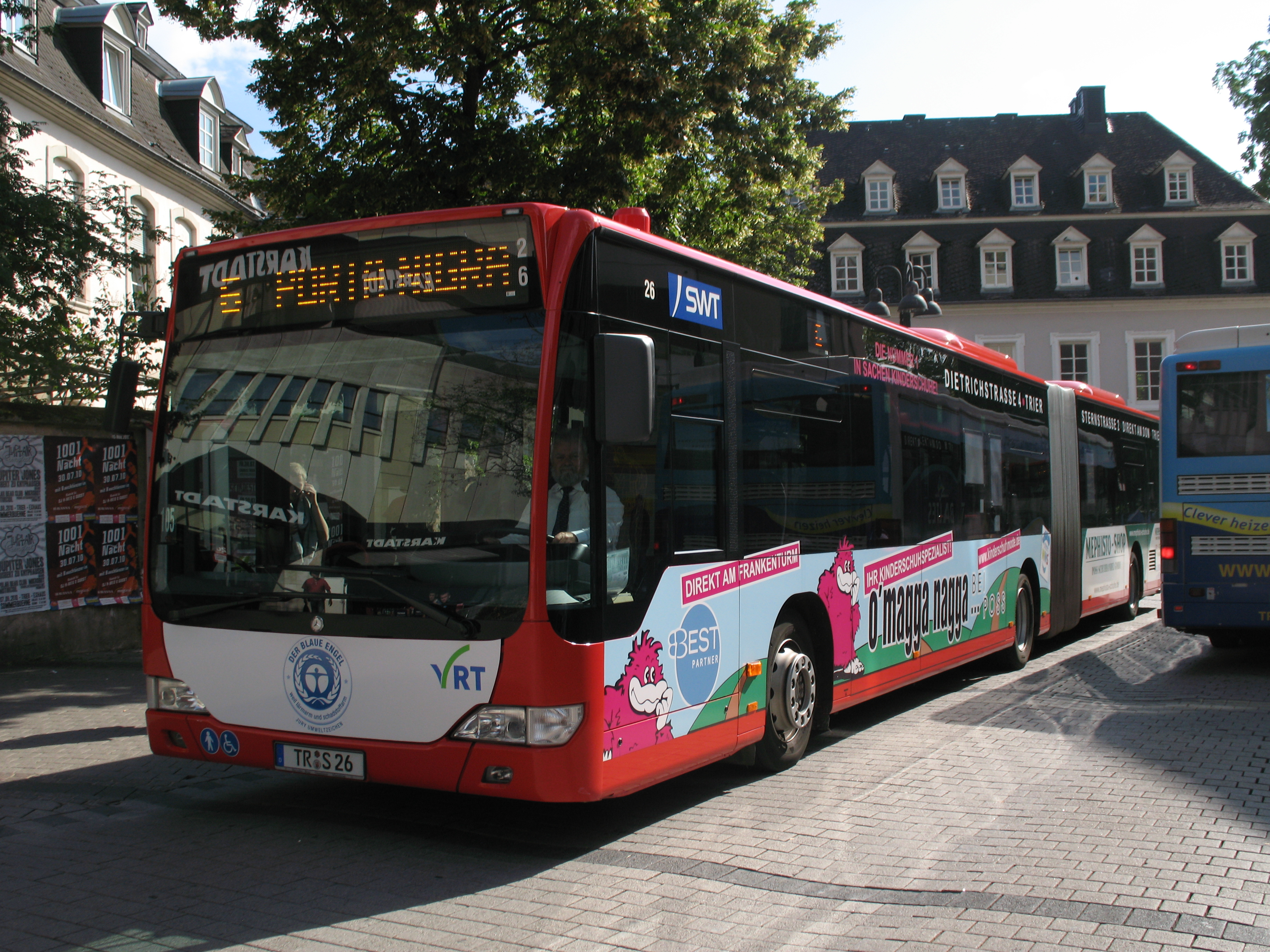
Einer der Citaro G mit Blauem Engel

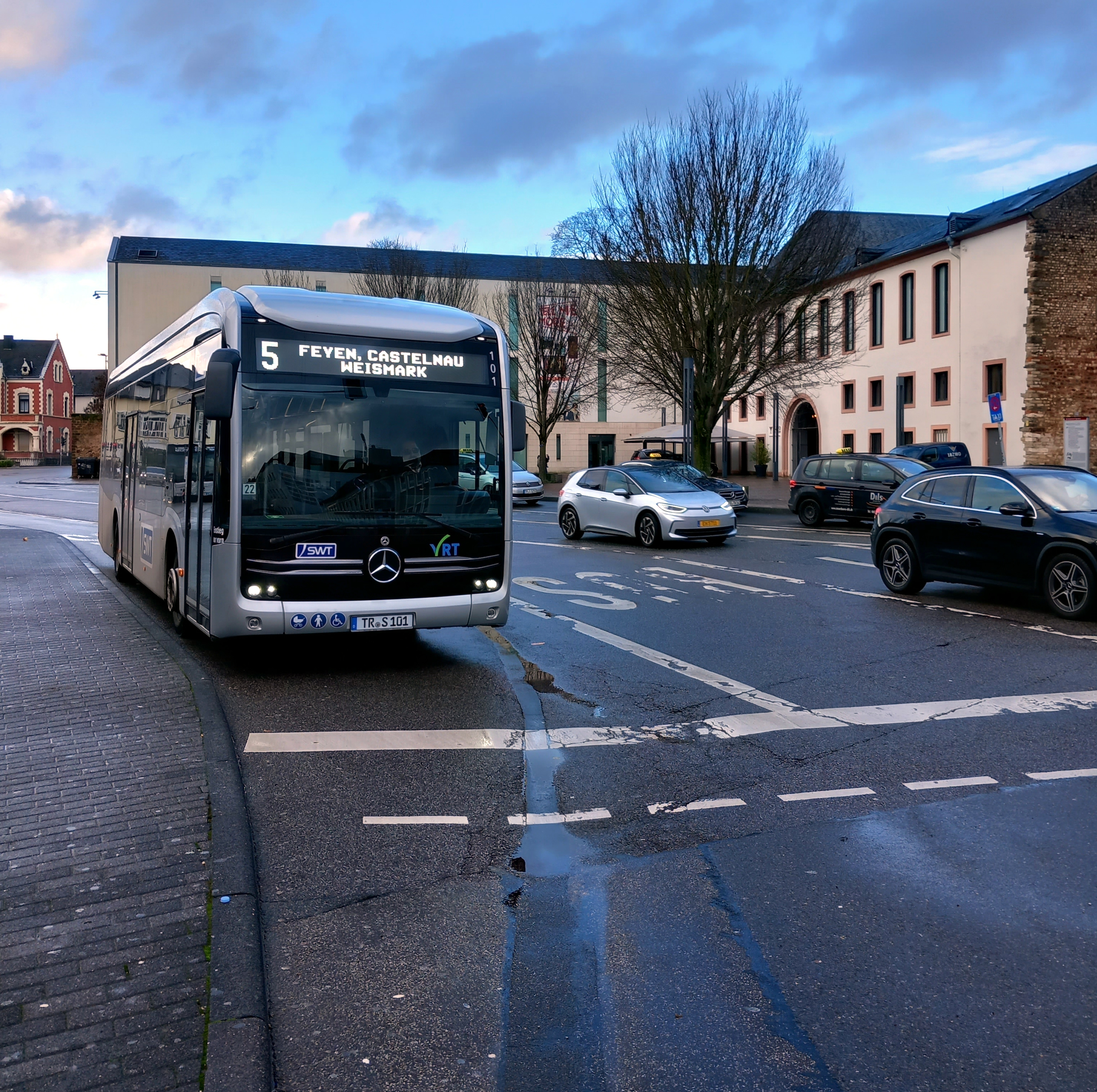
Elektrobus (eCitaro) der Linie 5 an der Haltestelle Porta Nigra

Die SWT Stadtwerke Trier Verkehrs-GmbH betreibt alle innerstädtischen Buslinien in der Stadt Trier sowie vereinzelte Linien, die in das direkte Umland führen. Mit 20 Linien und zehn im sogenannten Sternverkehr (montags bis freitags während der Randzeiten, samstags und sonntags ganztägig) fahrenden Linien betrieb man im Jahr 2022 mit 90 Omnibussen ein Busnetz von 488 km Länge und legte dabei etwa 4,5 Millionen Nutzwagenkilometer für rund 12,5 Millionen Fahrgäste zurück.
1997 führten die Stadtwerke ihr Sternverkehrskonzept ein, seither fahren in den weniger stark frequentierten Zeiten – am frühen Morgen, am Abend sowie am Samstag ― alle Buslinien zum Hauptbahnhof, der als zentraler Ziel- und Umsteigeknotenpunkt dient. Anfang 2021 wurde der Sternverkehr überarbeitet und ausgebaut.
2012 wurde das Liniennetz mit dem Fahrplanwechsel ausgeweitet und verdichtet, darunter zählten neben Taktverdichtungen von Linien auch die bessere Anbindung der Industrie- und Gewerbegebiete der Stadt.
Seit Oktober 2022 bieten die SWT mit dem Smart-Shuttle einen On-Demand-Bus in einigen Trierer Stadtteilen an.

### Linienverkehr im Detail
Die Liniennummern von 1 bis 32 werden von Montag bis Freitag, zwischen 6:45 Uhr bis 18:45 Uhr betrieben und der Sternverkehr wird von Montag bis Freitag ab 18:45 Uhr bis 0:15 Uhr, von Freitag auf Samstag sowie Samstag auf Sonntag verkehrt dieser bis 2:15 Uhr.
| Linien | Linienverlauf | Takt              |
| ------ | --- | ----------------- |
| 1      | Euren Helenenbrunnen – Westbahnhof – Karl-Marx-Haus – Porta Nigra – St. Paulin – An der Feldport – Nells Park                                              | 20 min            |
| 2      | Heiligkreuz – Kaiserthermen – Konstantin-Basilika – Balduinsbrunnen/Hbf. – Porta Nigra – Pallien – Trier-West – Euren – Zewen                              | 30 min            |
| 3      | Feyen Grafschaft – St. Medard – Südbahnhof – Karl-Marx-Haus – Porta Nigra – Hauptbahnhof – Kürenz – Im Avelertal – Universität – Tarforst – Filsch         | 15 min            |
| 4      | Porta Nigra – Hauptbahnhof – Konstantin-Basilika – Kaiserthermen – Petrisberg – Uni Campus 2 – Universität – Filsch – Irsch                                | 30 min            |
| 5      | Castelnau Mattheis – Weismark – Heiligkreuz – Karl-Marx-Haus – Porta Nigra – Maarviertel – Wilhelm-Leuschner-Str.                                          | 20 min            |
| 6      | Porta Nigra – Karl-Marx-Haus – Kaiserthermen – Olewig – Uni-Süd – Trimmelter Hof                                                                           | 20 min            |
| 7      | Irsch – Kernscheid – Auf der Hill – Kaiserthermen – Konst. Basilika – Hauptbahnhof                                                                         | 30 min            |
| 7/A    | Auf der Hill – Konstantin-Basilika (Anrufsammeltaxi AST)                                                                                                   | 3 Fahrten         |
| 8      | Mariahof – Heiligkreuz – Kaiserthermen – Karl-Marx-Haus – Porta Nigra – Zurlaubener Ufer – Pallien – Biewer – Ehrang – Quint/Issel – Schweich              | 20 min            |
| 9      | Ruwer – Industriegebiet Nord / Castelforte – Zurlaubener Ufer – Treviris – Trier-Galerie – Karl-Marx-Haus – Pacelliusfer – Karthaus – Konz Roscheid        | 30 min            |
| 10     | Mohrenkopf – Markusberg – Pallien – Trier-West – Westbahnhof – Südallee/Kaiserstraße – Konstantin-Basilika – Hauptbahnhof                                  | 5 Fahrten         |
| 11     | Euren, Friedhof – Trier-West – Westbahnhof – Karl-Marx-Haus – Porta Nigra – St. Paulin – Franz-Georg-Str. – Nells Park                                     | 20 min            |
| 13     | Igel – Zewen – Ind. Zewen – Messepark – Karl-Marx-Haus – Porta Nigra – Hbf – Franz-Georg-Str. – Universität – Weidengraben (E)                             | 15 min            |
| 14     | Hochschule – Zurlaubener Ufer – Porta Nigra – Karl-Marx-Haus – Konstantin-Basilika – Gartenfeld – Petrisberg – Uni Mensa                                   | 30 min            |

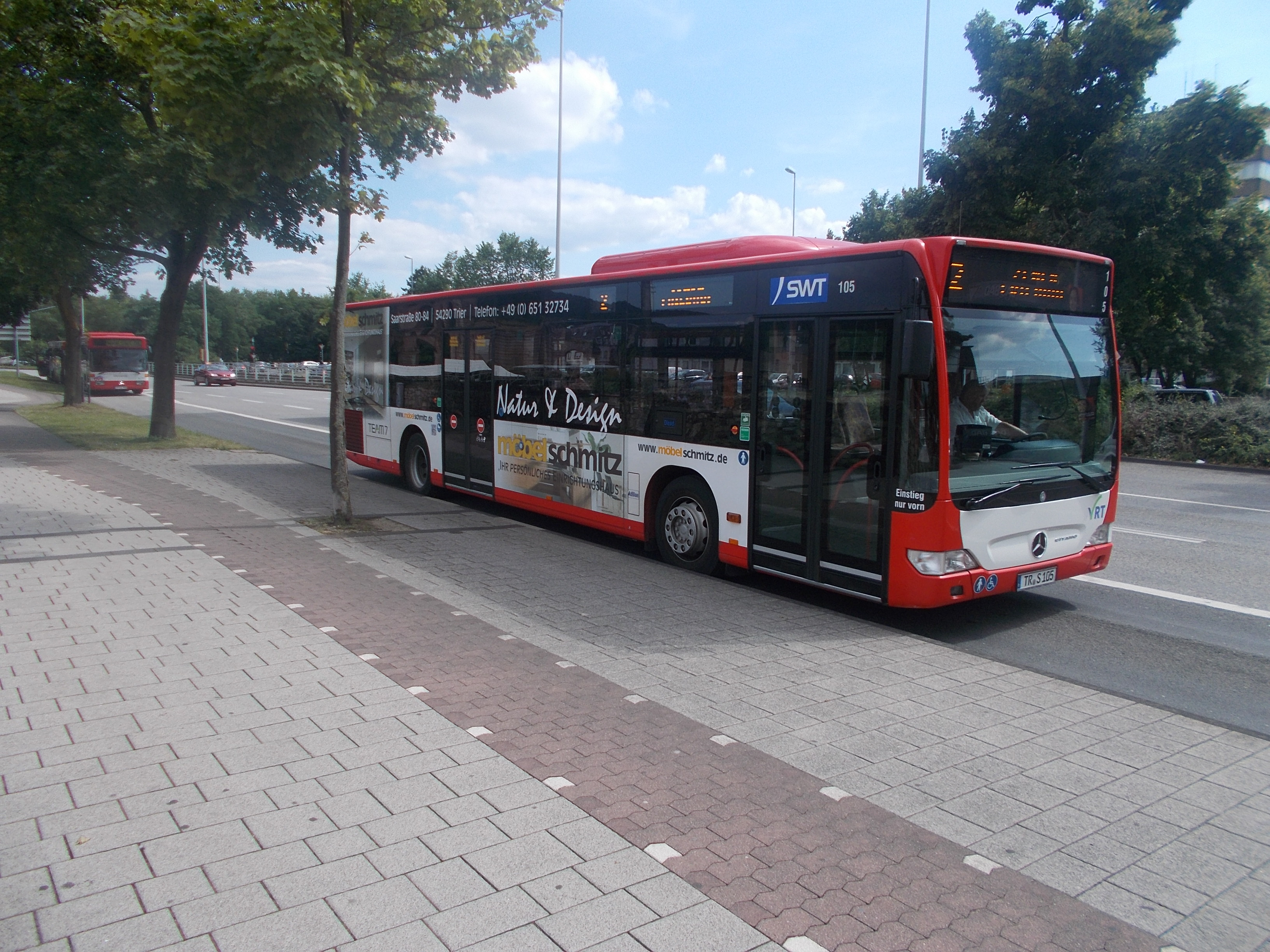
Bus der Stadtwerke Trier an der Haltestelle Kaiserthermen, 2013

| 17     | Auf der Bausch – Layweg – Wallenbachstr. – Ehrang Heide | 60 min            |
| 18     | Porta Nigra – Treviris – Zurlaubener Ufer – Pallien – Biewer – Pfalzel – Trierer Hafen                                                                     | 30 min            |
| 30     | Uni Campus 2 – Universität – Filsch – Morscheid – Waldrach – Kasel – Mertesdorf – Ruwer – Industriegebiet Nord – Hauptbahnhof – Kaiserthermen              | 30 min            |
| 31     | Hauptbahnhof – Konstantin-Basilika – Kaiserthermen – Olewig – Universität Süd – Filsch – Korlingen – Gutweiler – Gusterath – Pluwig – Holzerath – Bonerath | 30 min            |
| 32     | Waldrach Schule – Herrgottsmühle – Korlingen Neustr. – Gutweiler – Gusterath – Pluwig – Schöndorf – Holzerath – Bonerath                                   | nur Einzelfahrten |

| Linie | Linienverlauf des Sternverkehrs | Takt      |
| ----- | --- | --------- |
| 73    | (Industriegebiet Zewen) – Euren, Friedhof – Messepark P+R – Karl-Marx-Haus – Porta Nigra – Hauptbahnhof – Franz-Georg-Str. – Im Avelertal – Universität – Weidengraben | 30 min    |
| 76    | Nikolaus-Koch-Platz – Porta Nigra – St. Paulin – Franz-Georg-Str. – Nells Park                                                                                         | 30 min    |
| 80    | Wilhelm-Leuschner-Str. – Maarviertel – Porta Nigra – Treviris – Pallien – Trier West                                                                                   | 30 min    |
| 81    | Igel – Zewen / Euren – Karl-Marx-Haus – Porta Nigra – Hauptbahnhof – Konstantin-Basilika – Olewig – Uni Süd – Trimmelter Hof                                           | 20 min    |
| 82    | Mariahof – Heiligkreuz – Karl-Marx-Haus – Porta Nigra – Hauptbahnhof                                                                                                   | 20 min    |
| 83    | Feyen Grafschaft – St. Medard – Südbahnhof – Karl-Marx-Haus – Porta Nigra – Hauptbahnhof – Kürenz – Im Avelertal – Universität – Tarforst – Filsch                     | 30 min    |
| 84    | Tarforst Karl-Carstens-Straße – Irsch – Kernscheid – Auf der Hill – Kaiserthermen – Konstantin-Basilika – Hauptbahnhof                                                 | 30 min    |
| 85    | Castelnau-Mattheis – Weismark/Pfahlweiher – Heiligkreuz – Kaiserthermen – Konstantin-Basilika – Hauptbahnhof                                                           | 30 min    |
| 86    | Morscheid – Riveris – Waldrach – Kasel – Mertesdorf – Eitelsbach – Ruwer – Nells Park – An der Feldport – Porta Nigra – Hauptbahnhof / Trier Galerie                   | 30/60 min |
| 87    | Hauptbahnhof – Porta Nigra – Zurlaubener Ufer – Pallien – Biewer – Pfalzel – Ehrang – Quint – Issel – Schweich                                                         | 20/60 min |
| 88    | Hauptbahnhof – Gartenfeld – Petrisberg – Universität – Filscher Häuschen – Korlingen zum Steinbruch – Korlingen Neustr. – Gutweiler – Gusterath – Bonerath / Pluwig    | 20/60 min |
| 89    | Hauptbahnhof – Porta Nigra – Karl-Marx-Haus – Pacelliufer – Karthaus – Konz-Mitte – Konz Roscheid                                                                      | 120 min   |

## Auszeichnungen
- 2018: Umweltpreis des Landes Rheinland-Pfalz für ein Projekt in der Trinkwasserversorgung[45]
- 2020: Deutscher Nachhaltigkeitspreis in der Kategorie Digitalisierung für die Arbeit an sektorenübergreifenden Versorgungssystemen[46]
- 2021: Deutscher Solarpreis in der Kategorie Städte/Gemeinden, Landkreise, Stadtwerke für die klimaneutrale Trinkwasserversorgung mithilfe von Wasserkraft, Photovoltaik und intelligenten Speicherlösungen[47]
- 2024: Nachhaltigkeitsaward der Zeitung für kommunale Wirtschaft in der Kategorie Energie[48]